# Музей денег (Тунис)
Музей денег (фр. Musée de la monnaie) — нумизматический музей, расположенный в центре Туниса. Музейная коллекция разнообразных монет, банкнот, картин, фотографий и документов позволяет проследить многовековую историю денежного обращения страны.

## Общие сведения
Музей открыт 15 ноября 2008 года в восточной части нового здания Центрального банка Туниса, на авеню Мухаммеда V. Открытию музея способствовала государственная поддержка и общие усилия ученых, историков и коллекционеров-нумизматов. Площадь, отведённая под постоянную и временные экспозиции, составляет 600 м². Кроме того, в музее располагается библиотека, научно-исследовательский центр, сувенирный магазин. Помещения музея оборудованы современными системами контроля климата. Посетителям доступны виртуальные экскурсионные программы на арабском, французском и английском языках.

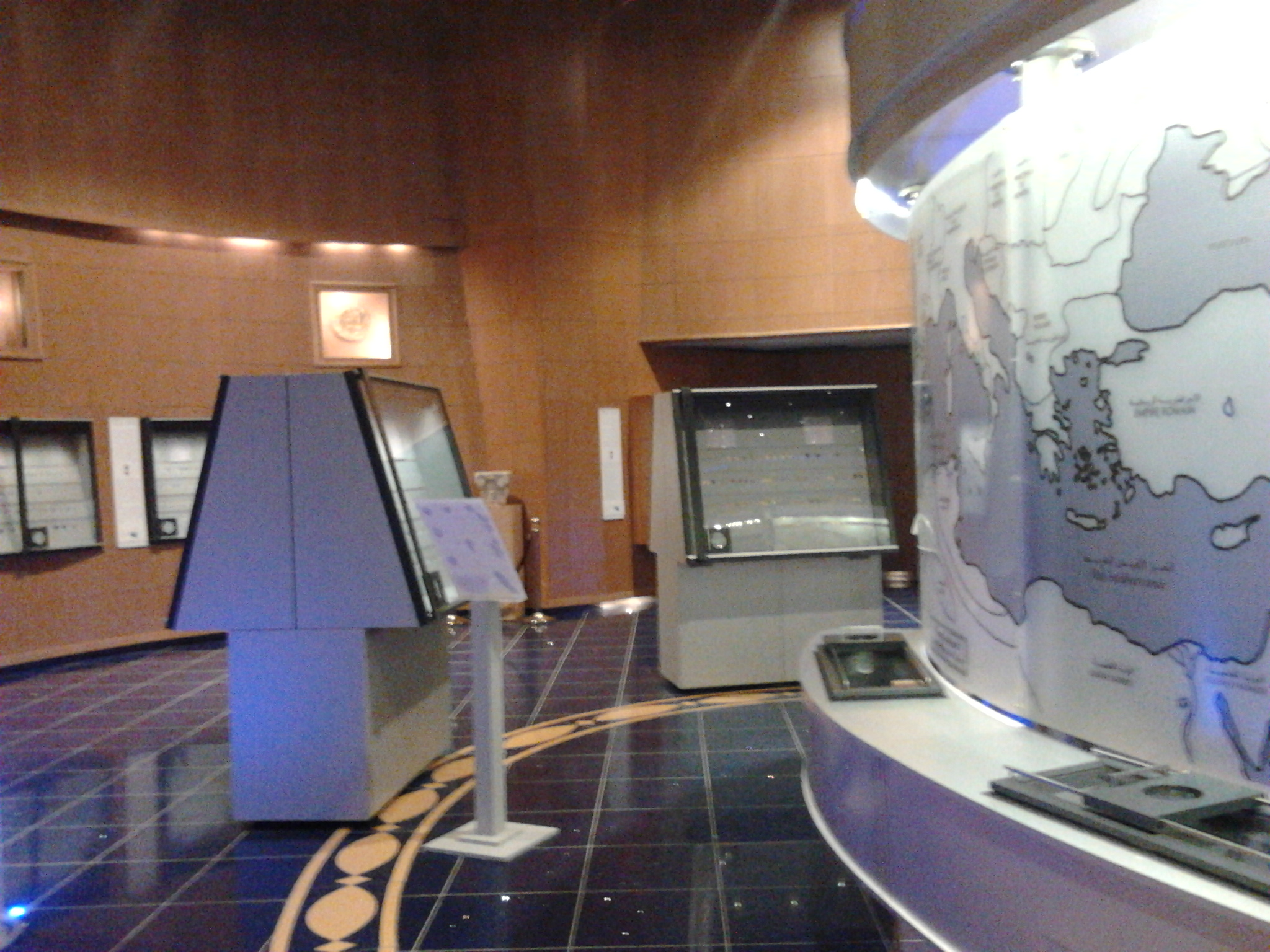
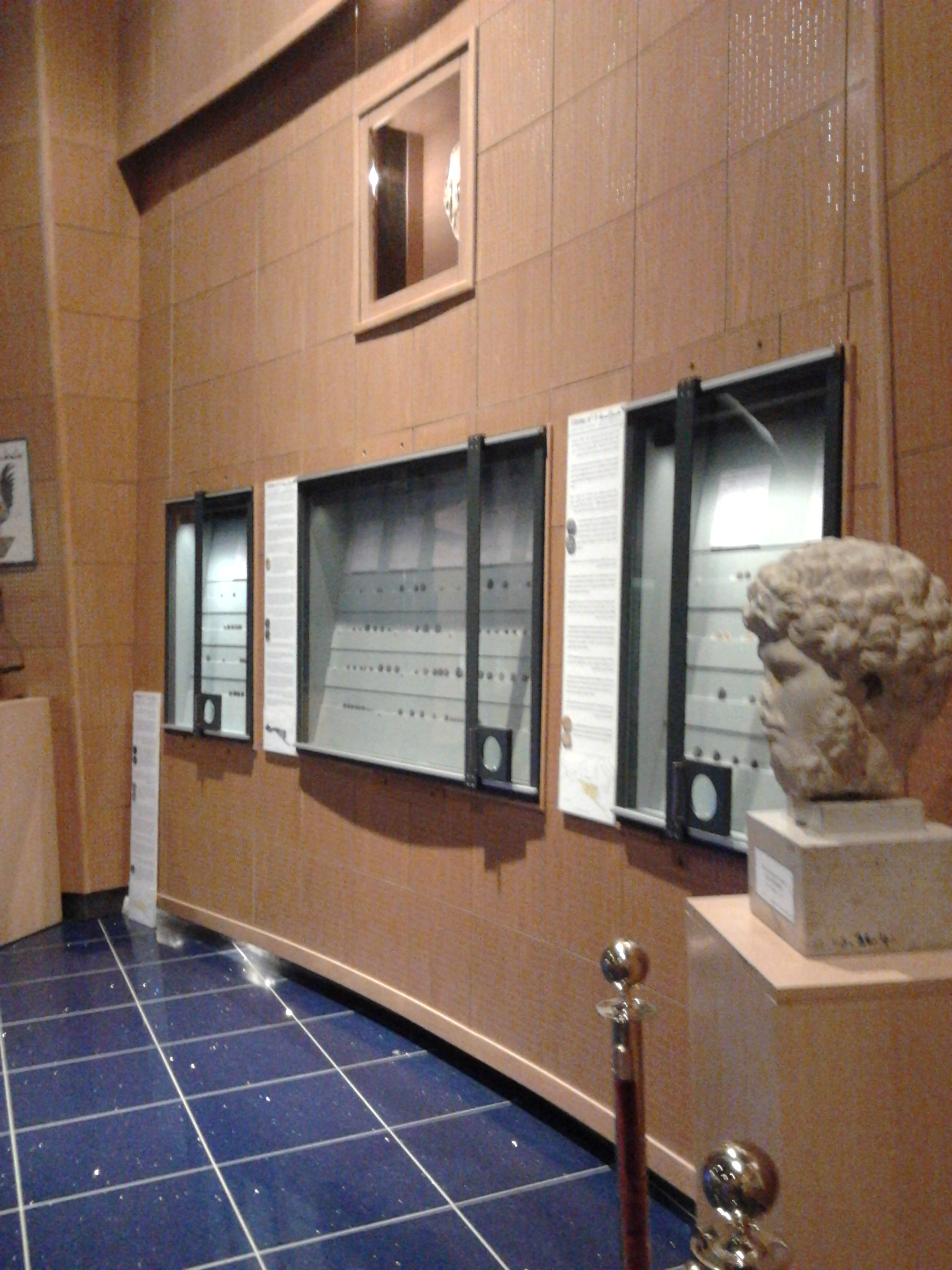
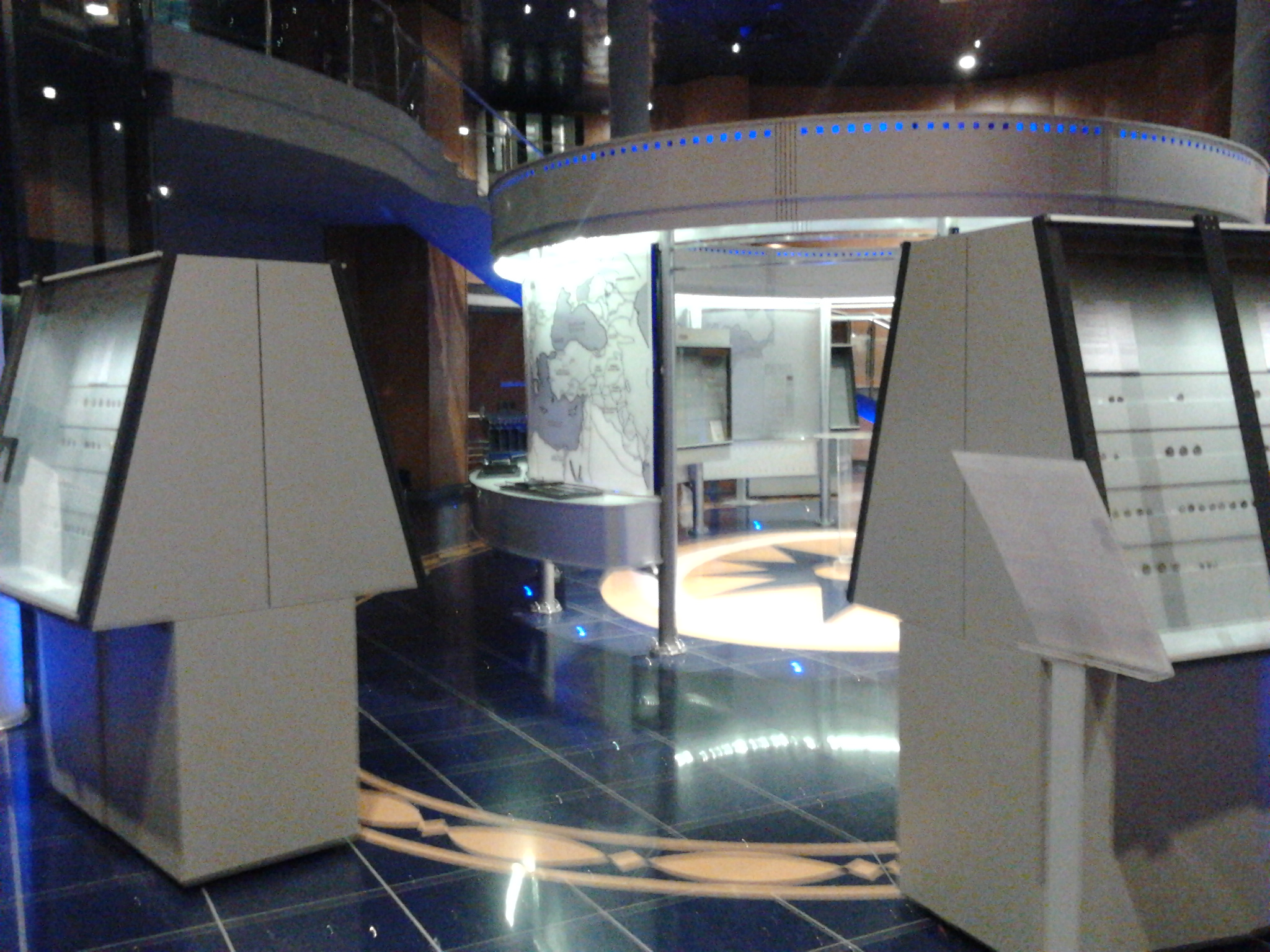
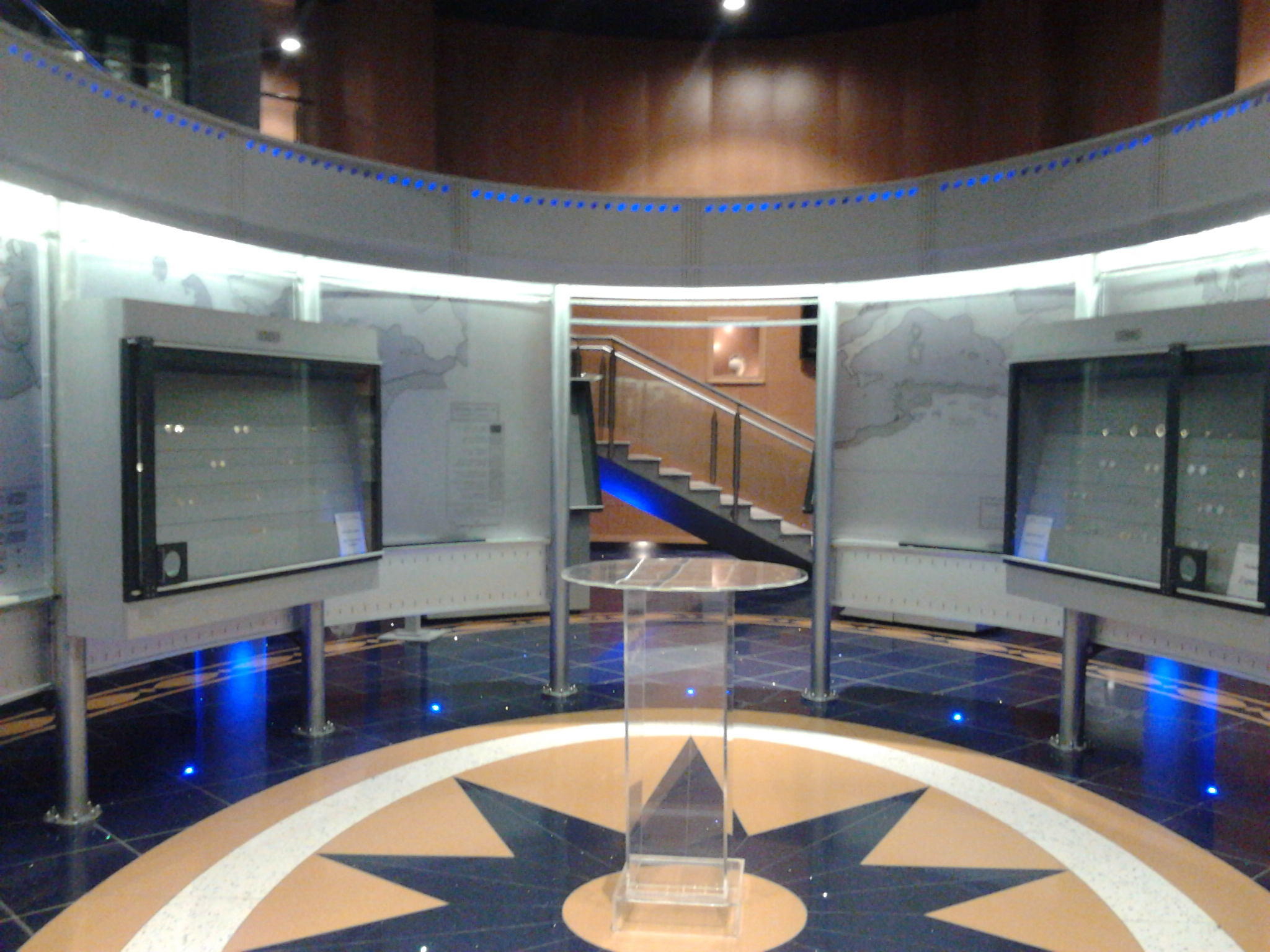
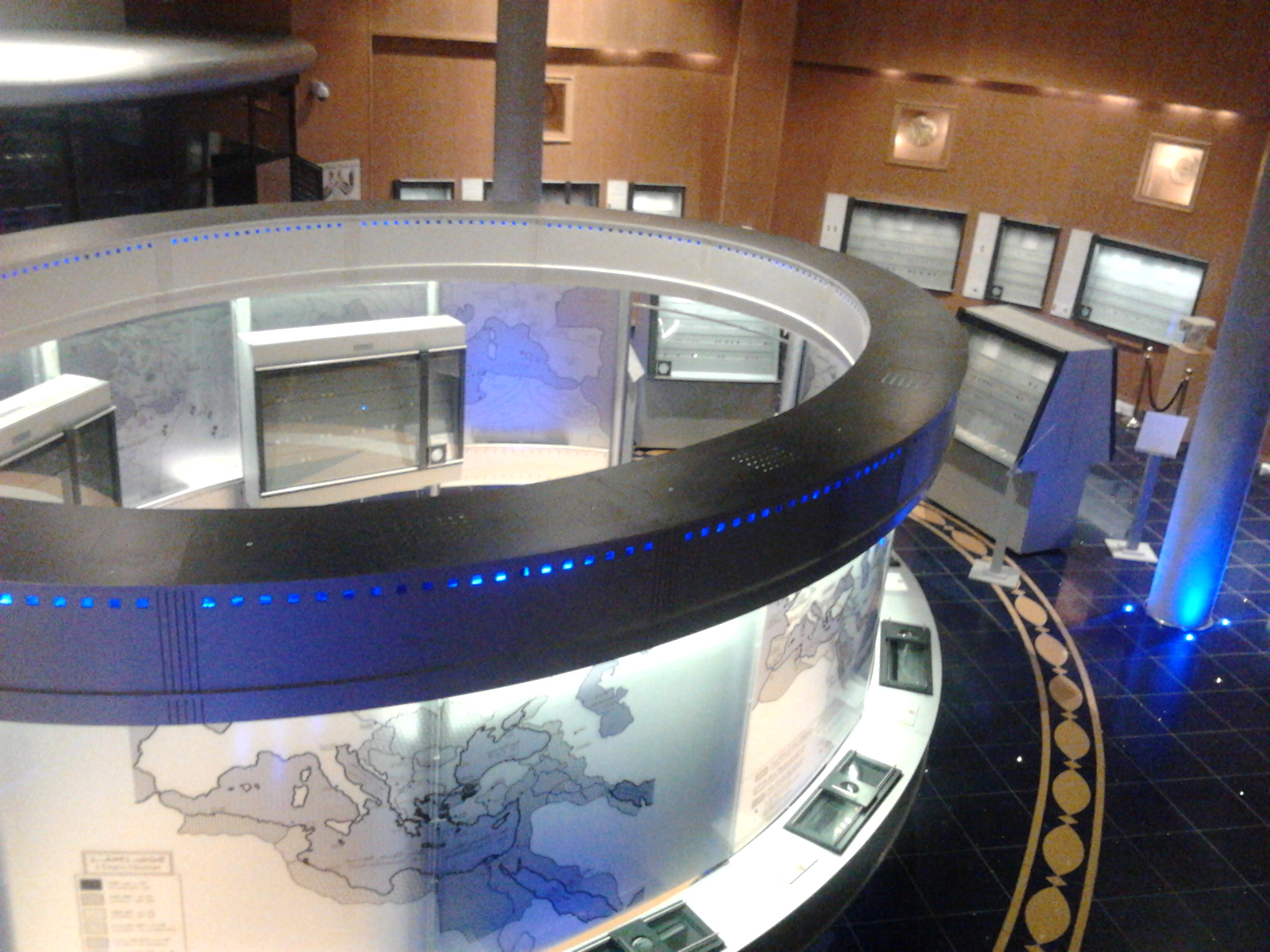

## Коллекция
Постоянная экспозиция музея состоит из 43 стендов, на которых представлены почти 2000 предметов, наиболее ярко отражающих двадцатипятивековую историю денежного обращения Туниса. Всего в запасниках Центрального банка Туниса находятся более 5000 исторических реликвий. Большая часть которых была подарена банку историком Хасаном Хосни Абдельвахибом (Hassan Hosni Abdelwaheb) в 1960 году.
Коллекция музея охватывает несколько исторических периодов, повлиявших на развитие тунисской денежной системы:
- Пунический период: с 814 года до н. э. по 146 год до н. э.
- Нумидийский период: с 208 года до н. э. по 40 год н. э.
- Римский период: с 146 года до н. э. по 439 год н. э.
- Византийский период: с 439 года по 698 год
- Период арабо-мусульманской протектората: с 698 года по 1574 год
- Период французского протектората: с 1705 по 1957 год
- Деньги Республики Тунис: с 1958 года по сегодняшний день

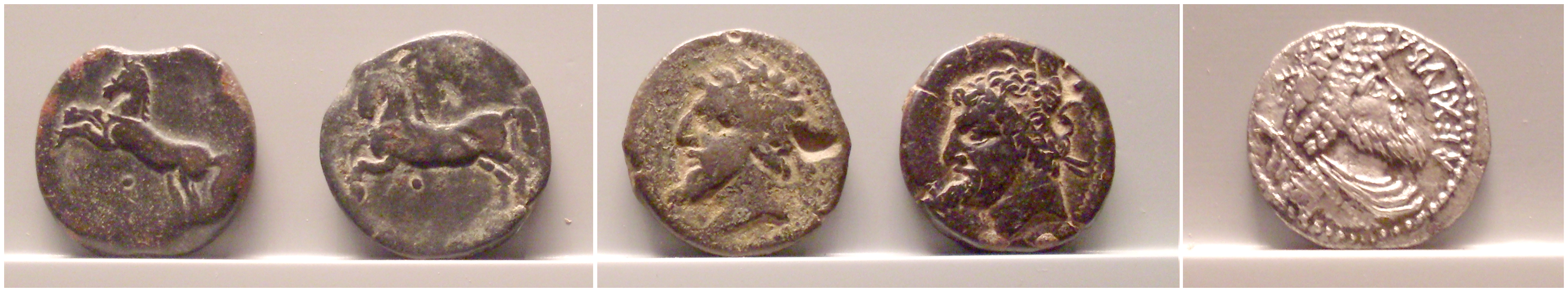
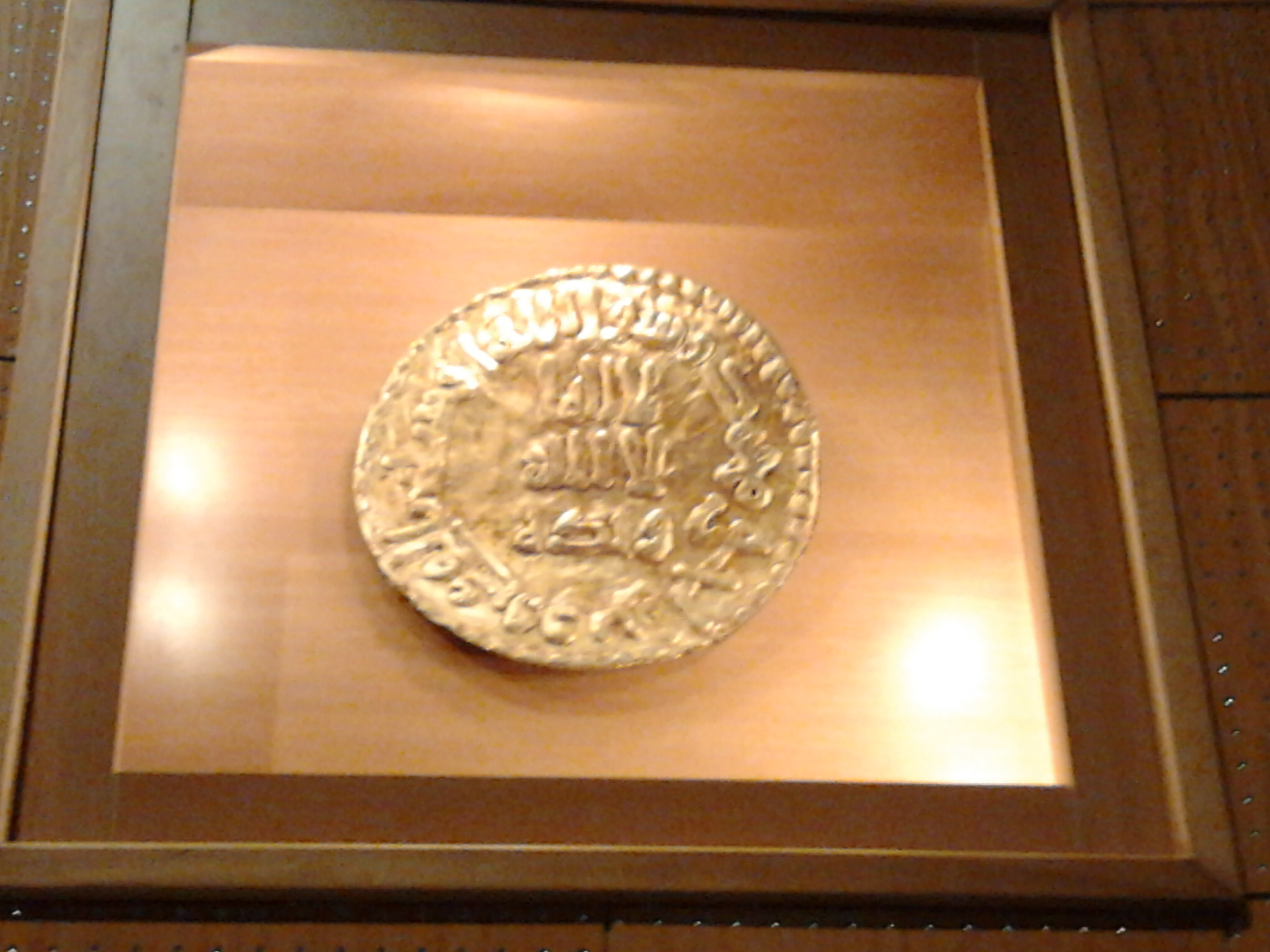
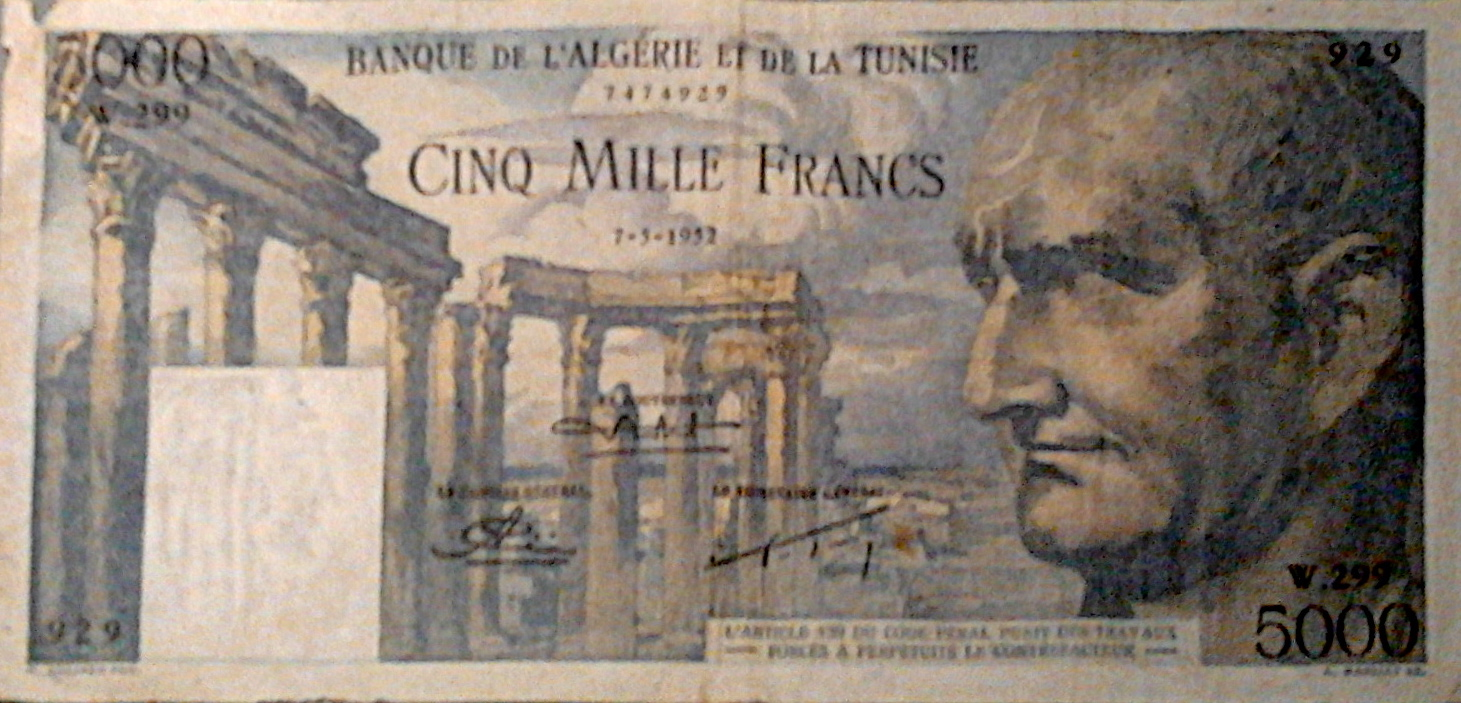
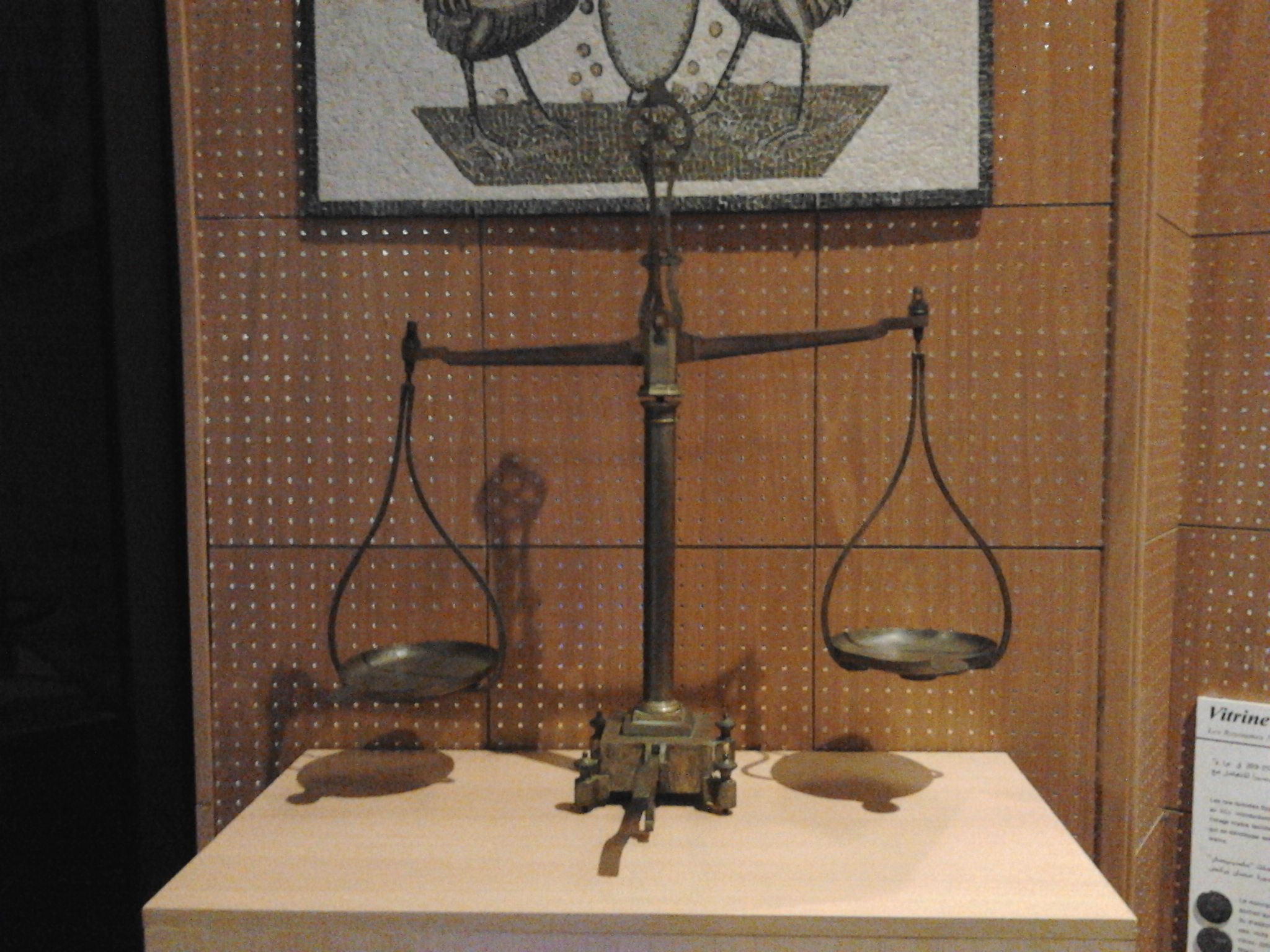